# Inside Wants Out
Inside Wants Out er John Mayers debutalbum, som først blev udgivet den 24. september 1999. Det originale album er en EP, som blev skrevet i Atlanta, Georgia. Albummet resulterede senere hen til en aftale med Columbia Records. De fire første sange findes også på John Mayers første studiealbum Room for Squares. Fire af sangene på EP'en er også skrevet sammen med Clay Cook, resten er skrevet alene af John Mayer. 

I 2002 genudgav Columbia Records Inside Wants Out.

## Spor

### Original EP udgivelse
1. "Back To You" (John Mayer) – 4:00
2. "No Such Thing" (Clay Cook, Mayer) – 3:51
3. "My Stupid Mouth" (Mayer) – 4:16
4. "Neon" (Cook, Mayer) – 3:56
5. "Victoria" (Mayer) – 3:49
6. "Love Soon" (Cook, Mayer) – 3:39
7. "Comfortable" (Cook, Mayer) – 5:00
8. "Neon 12:47 AM" (Cook, Mayer) – 2:45
9. "Quiet" (Mayer) – 3:20

### Genudgivelse af Columbia Records
1. "Back To You" (John Mayer) – 4:00
2. "No Such Thing" (Clay Cook, Mayer) – 3:51
3. "My Stupid Mouth" (Mayer) – 4:16
4. "Neon" (Cook, Mayer) – 3:56
5. "Victoria" (Mayer) – 3:49
6. "Love Soon" (Cook, Mayer) – 3:39
7. "Comfortable" (Cook, Mayer) – 5:00
8. "Quiet" (Mayer) – 3:20